# Carex folliculata
Carex folliculata är en halvgräsart som beskrevs av Carl von Linné. Carex folliculata ingår i släktet starrar, och familjen halvgräs. Inga underarter finns listade i Catalogue of Life.